# Pandarus smithii
A Pandarus smithii az állkapcsilábas rákok (Maxillopoda) osztályának a Siphonostomatoida rendjébe, ezen belül a Pandaridae családjába tartozó faj.

## Tudnivalók
Tengeri élőlény, amely az Atlanti-óceán északnyugati részén fordul elő. Mint sok más rokona, a Pandarus smithii is élősködő életmódot folytat. A gazdaállatai a következők: fonócápa (Carcharhinus brevipinna), selyemcápa (Carcharhinus falciformis), galápagosi cápa (Carcharhinus galapagensis), bikacápa (Carcharhinus leucas), feketevégű cápa (Carcharhinus limbatus), feketeúszójú szirticápa (Carcharhinus melanopterus), sötétcápa (Carcharhinus obscurus), homokpadi cápa (Carcharhinus plumbeus), Carcharhinus signatus, kékcápa (Prionace glauca), Rhizoprionodon acutus, közönséges pörölycápa (Sphyrna zygaena), rókacápa (Alopias vulpinus), homoki tigriscápa (Carcharias taurus), fehér cápa (Carcharodon carcharias), röviduszonyú makócápa (Isurus oxyrinchus), heringcápa (Lamna nasus) és cetcápa (Rhincodon typus).
Ez a külső élősködő a gazdaállatainak az úszóin él.